# Que mon cœur lâche
Que mon cœur lâche è il primo singolo della cantautrice francese Mylène Farmer pubblicato il 23 novembre 1992 dall'etichetta discografica Polydor, estratto dall'album Dance Remixes.

## Il disco
Le riprese per il primo lungometraggio di Laurent Boutonnat, Giorgino, sono ormai pronte. Ma a Mylène e Laurent resta ancora il tempo di fare uscire la loro prima compilation di remixes, Dance Remixes (per alcuni meglio conosciuta come primo "best of" della Farmer). E sarà Que mon cœur lâche il singolo prescelto per promuovere la compilation. Il testo sarà abbastanza criticato all'epoca per il messaggio d'incoraggiamento a non utilizzare il preservativo (praticamente uno scandalo promuovere questo messaggio agli inizi degli anni novanta).
Questo singolo è per molti fans il singolo che chiude la prima era farmeriana, caratterizzata da videoclip macabri e testi oscuri e maledetti. Inoltre, con Que mon cœur lâche per la prima volta nella carriera della Farmer Laurent Boutonnat non sarà il regista di un suo videoclip. Il video infatti sarà affidato al regista di fama mondiale Luc Besson: un clip comico, lontano dalle atmosfere macabre e pessimiste degli anni precedenti. Nel video Mylène, che interpreta un angelo, viene inviata sulla terra per andare ad indagare sul sentimento che fa muovere il mondo: l'amore. Il video clip sarà vietato ai minori di 14 anni.
Il singolo arriverà alla 9ª posizione della classifica e avrà una versione inglese non molto conosciuta, My soul is slashed. Venderà 180 000 copie e sarà certificato disco d'argento.